# Santana (album, 1969)
Santana je debitantski studijski album ameriške latin rock skupine Santana, ki je izšel leta 1969. Več kot polovico albuma predstavlja instrumentalna glasba, ki jo je skupina posnela na začetku kot improvizacijska zasedba. Na predlog managerja Billa Grahama je skupina začela pisati bolj konvencionalne skladbe, vseeno pa je obdržala improvizacijske prvine.
Album je bil predviden kot zelo dobra izdaja, saj je bil izdan po senzacionalnem nastopu skupine na Woodstocku, avgusta 1969. Čeprav se prvi single z albuma »Jingo« ni uvrstil visoko (56. mesto), je drugi single »Evil Ways« postal ameriški top 10 hit. Album je dosegel 4. mesto lestvice Billboard 200 in 26. mesto britanske lestvice albumov.
Leta 2003 je bil album uvrščen na 149. mesto Seznama 500. najboljših albumov vseh časov po reviji Rolling Stone.

## Seznam skladb
Vse pesmi so napisali in uglasbili člani skupine, razen kjer je posebej napisano.
| Stran 1 | Stran 1                  | Stran 1                     | Stran 1 |
| Št.     | Naslov                   | Pisec                       | Dolžina |
| ------- | ------------------------ | --------------------------- | ------- |
| 1.      | „Waiting‟ (instrumental) |                             | 4:03    |
| 2.      | „Evil Ways‟              | Clarence "Sonny" Henry      | 3:54    |
| 3.      | „Shades of Time‟         | Carlos Santana, Gregg Rolie | 3:14    |
| 4.      | „Savor‟ (instrumental)   |                             | 2:47    |
| 5.      | „Jingo‟                  | Babatunde Olatunji          | 4:21    |

| Stran 2         | Stran 2                         | Stran 2                                                 | Stran 2 |
| Št.             | Naslov                          | Pisec                                                   | Dolžina |
| --------------- | ------------------------------- | ------------------------------------------------------- | ------- |
| 6.              | „Persuasion‟                    |                                                         | 2:33    |
| 7.              | „Treat‟ (instrumental)          |                                                         | 4:43    |
| 8.              | „You Just Don't Care‟           |                                                         | 4:34    |
| 9.              | „Soul Sacrifice‟ (instrumental) | Carlos Santana, Gregg Rolie, David Brown, Marcus Malone | 6:37    |
| Skupna dolžina: | Skupna dolžina:                 | Skupna dolžina:                                         | 37:29   |

### 1998 re-izdaja
| Št. | Naslov                                                                   | Pisec                                                                 | Dolžina |
| --- | ------------------------------------------------------------------------ | --------------------------------------------------------------------- | ------- |
| 1.  | „Waiting‟                                                                | Santana, Rolie, José Areas, Brown, Michael Carabello, Michael Shrieve | 4:03    |
| 2.  | „Evil Ways‟                                                              | Henry                                                                 | 3:57    |
| 3.  | „Shades of Time‟                                                         | Rolie, Santana                                                        | 3:14    |
| 4.  | „Savor‟                                                                  | Santana, Rolie, Areas, Brown, Carabello, Shrieve                      | 2:47    |
| 5.  | „Jingo‟                                                                  | Olatunji                                                              | 4:21    |
| 6.  | „Persuasion‟                                                             | Santana, Rolie, Areas, Brown, Carabello, Shrieve                      | 2:33    |
| 7.  | „Treat‟                                                                  | Santana, Rolie, Areas, Brown, Carabello, Shrieve                      | 4:43    |
| 8.  | „You Just Don't Care‟                                                    | Santana, Rolie, Areas, Brown, Carabello, Shrieve                      | 4:34    |
| 9.  | „Soul Sacrifice‟                                                         | Santana, Rolie, Malone, Brown                                         | 6:38    |
| 10. | „Savor‟ (v živo s festivala Woodstock, sobota, 16. avgust 1969)          | Santana, Rolie, Areas, Brown, Carabello, Shrieve                      | 5:27    |
| 11. | „Soul Sacrifice‟ (v živo s festivala Woodstock, sobota, 16. avgust 1969) | Santana, Rolie, Malone, Brown                                         | 11:39   |
| 12. | „Fried Neckbones‟ (v živo s festivala Woodstock)                         | Willie Bobo, Melvin Lastie                                            | 7:13    |

### 2004 Legacy Edition
| Disk 1 | Disk 1                                  | Disk 1                                           | Disk 1  |
| Št.    | Naslov                                  | Pisec                                            | Dolžina |
| ------ | --------------------------------------- | ------------------------------------------------ | ------- |
| 1.     | „Waiting‟                               | Santana, Rolie, Areas, Brown, Carabello, Shrieve | 4:07    |
| 2.     | „Evil Ways‟                             | Henry                                            | 4:00    |
| 3.     | „Shades of Time‟                        | Rolie, Santana                                   | 3:13    |
| 4.     | „Savor‟                                 | Santana, Rolie, Areas, Brown, Carabello, Shrieve | 2:46    |
| 5.     | „Jingo‟                                 | Olatunji                                         | 4:23    |
| 6.     | „Persuasion‟                            | Santana, Rolie, Areas, Brown, Carabello, Shrieve | 2:36    |
| 7.     | „Treat‟                                 | Santana, Rolie, Areas, Brown, Carabello, Shrieve | 4:46    |
| 8.     | „You Just Don't Care‟                   | Santana, Rolie, Areas, Brown, Carabello, Shrieve | 4:37    |
| 9.     | „Soul Sacrifice‟                        | Santana, Rolie, Malone, Brown                    | 6:38    |
| 10.    | „Savor‟ (alternativna izvedba)          | Santana, Rolie, Areas, Brown, Carabello, Shrieve | 2:57    |
| 11.    | „Soul Sacrifice‟ (alternativna izvedba) | Santana, Rolie, Malone, Brown                    | 8:50    |
| 12.    | „Studio Jam‟                            | Santana, Rolie, Areas, Brown, Carabello, Shrieve | 7:09    |

Opomba: Skladbe 10–12 so posnetki studijskih snemanj maja 1969.
| Disk 2 | Disk 2                                                                        | Disk 2                                           | Disk 2  |
| Št.    | Naslov                                                                        | Pisec                                            | Dolžina |
| ------ | ----------------------------------------------------------------------------- | ------------------------------------------------ | ------- |
| 1.     | „Fried Neckbones‟                                                             | Bobo, Lastie                                     | 7:41    |
| 2.     | „Soul Sacrifice‟                                                              | Santana, Rolie, Malone, Brown                    | 9:06    |
| 3.     | „Persuasion‟                                                                  | Santana, Rolie, Areas, Brown, Carabello, Shrieve | 3:52    |
| 4.     | „Treat‟                                                                       | Santana, Rolie, Areas, Brown, Carabello, Shrieve | 6:49    |
| 5.     | „Shades of Time‟                                                              | Santana, Rolie                                   | 2:29    |
| 6.     | „Jingo‟                                                                       | Olatunji                                         | 5:20    |
| 7.     | „Waiting‟ (v živo s festivala Woodstock, sobota, 16. avgust 1969)             | Santana, Rolie, Areas, Brown, Carabello, Shrieve | 4:44    |
| 8.     | „You Just Don't Care‟ (v živo s festivala Woodstock, sobota, 16. avgust 1969) | Santana, Rolie, Areas, Brown, Carabello, Shrieve | 4:55    |
| 9.     | „Savor‟ (v živo s festivala Woodstock, sobota, 16. avgust 1969)               | Santana, Rolie, Areas, Brown, Carabello, Shrieve | 5:25    |
| 10.    | „Jingo‟ (v živo s festivala Woodstock, sobota, 16. avgust 1969)               | Olatunji                                         | 5:14    |
| 11.    | „Persuasion‟ (v živo s festivala Woodstock, sobota, 16. avgust 1969)          | Santana, Rolie, Areas, Brown, Carabello, Shrieve | 3:05    |
| 12.    | „Soul Sacrifice‟ (v živo s festivala Woodstock, sobota, 16. avgust 1969)      | Santana, Rolie, Malone, Brown                    | 11:49   |
| 13.    | „Fried Neckbones‟ (v živo s festivala Woodstock, sobota, 16. avgust 1969)     | Bobo, Lastie                                     | 7:13    |

Opomba: Skladbe 1–6 so iz uradnih studijskih snemanj, januarja 1969.

## Osebje

### Glasbeniki
- Carlos Santana – kitara, vokali
- Gregg Rolie – orgle, klavir, solo vokali
- David Brown – bas kitara
- Michael Shrieve – bobni
- Michael Carabello – konge, tolkala
- José "Chepito" Areas – timbales, konge, tolkala

### Produkcija
- Brent Dangerfield in Santana – producenti
- David Brown – inženir
- Lee Conklin – ovitek albuma[7]
- David Rubinson - producent (prva snemanja 27.–29. januar 1969)